# Krzemieńczuk
Krzemieńczuk (ukr. Кременчук, Kremenczuk) – miasto w środkowej części Ukrainy, w obwodzie połtawskim.

## Historia

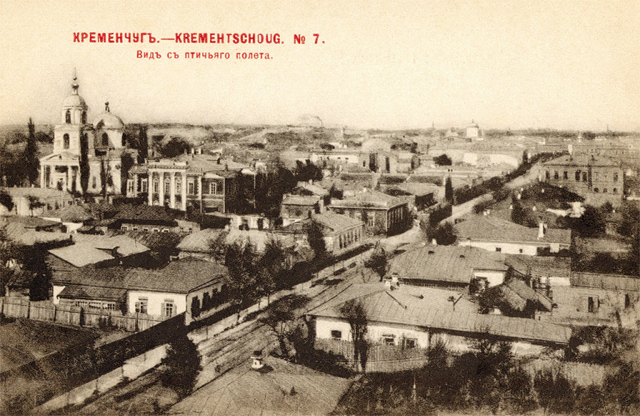
Krzemieńczuk ok. 1900 roku

Krzemieńczuk prawdopodobnie został założony w 1571 roku. Leżał wówczas w województwie kijowskim Korony Królestwa Polskiego. W 1596 r. został tu wzniesiony przez Polaków zamek. W XVII wieku twierdzę w Krzemieńczuku obwarował Guillaume Le Vasseur de Beauplan. W 1625 na obszarze współczesnego Krzemieńczuka została podpisana ordynacja kurukowska pomiędzy Polską a zbuntowanymi Kozakami. W 1635 roku Krzemieńczuk uzyskał prawa miejskie magdeburskie od Władysława IV. Krzemieńczuk wraz z Ukrainą Lewobrzeżną odpadł od Polski w połowie XVII wieku na skutek powstania Chmielnickiego. Na mocy Artykułów Moskiewskich z 1665 roku w mieście ustanowiono garnizon rosyjski. Utratę miasta na rzecz Rosji potwierdził pokój Grzymułtowskiego w 1686 roku. Od 1803 r. przynależało administracyjnie do guberni połtawskiej Imperium Rosyjskiego.
W 1897 r. miasto zamieszkiwało 63 007 ludzi, głównie Żydzi, Ukraińcy i Rosjanie, w mniejszym stopniu Polacy, Niemcy i Tatarzy.
W latach 1899–1917 w mieście kursowała komunikacja tramwajowa.
Od 1922 r. miasto należało do ZSRR. Znajdowało się pod okupacją niemiecką od września 1941 do września 1943 roku.
Podczas okupacji hitlerowskiej, w październiku 1941 roku Niemcy utworzyli getto dla żydowskich mieszkańców. Przebywało w nim około 3500 osób. W styczniu 1942 roku Niemcy zlikwidowali getto, a Żydów zamordowali. Sprawcami zbrodni była niemiecka żandarmeria oraz ukraińska policja. 
W 2014 roku mer Krzemieńczuka Ołeh Babajew został zastrzelony.
27 czerwca 2022 miasto stało się celem ataku rakietowego ze strony wojsk rosyjskich.

## Zabytki
- Kościół katolicki pw. św. Mikołaja
- Dawna siedziba ziemstwa
- Gmach Banku Państwowego
- Dwie wieże ciśnień
- Dom kupca Czurkina
- Dom fabrykanta Rabinowicza

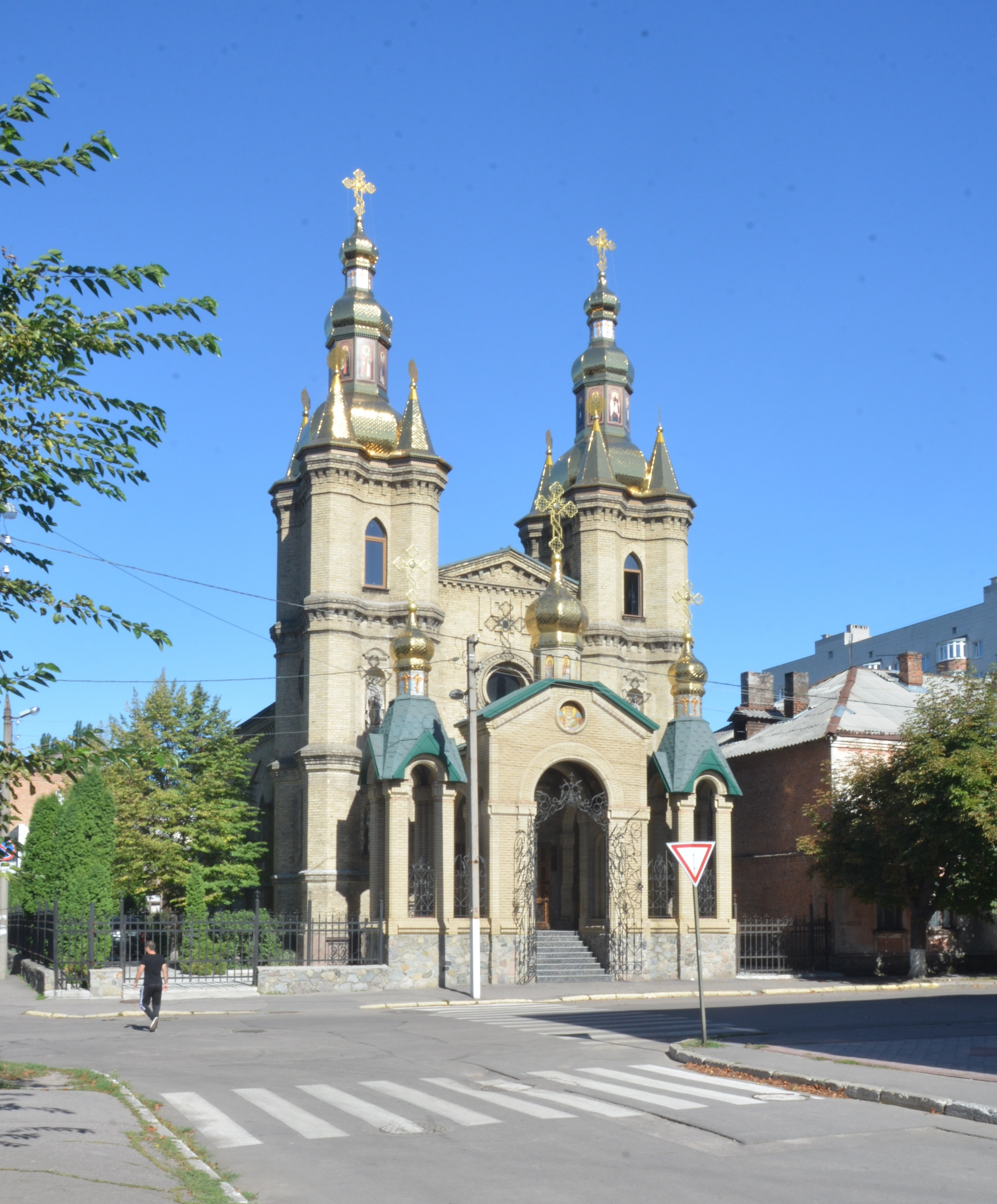
Kościół św. Mikołaja
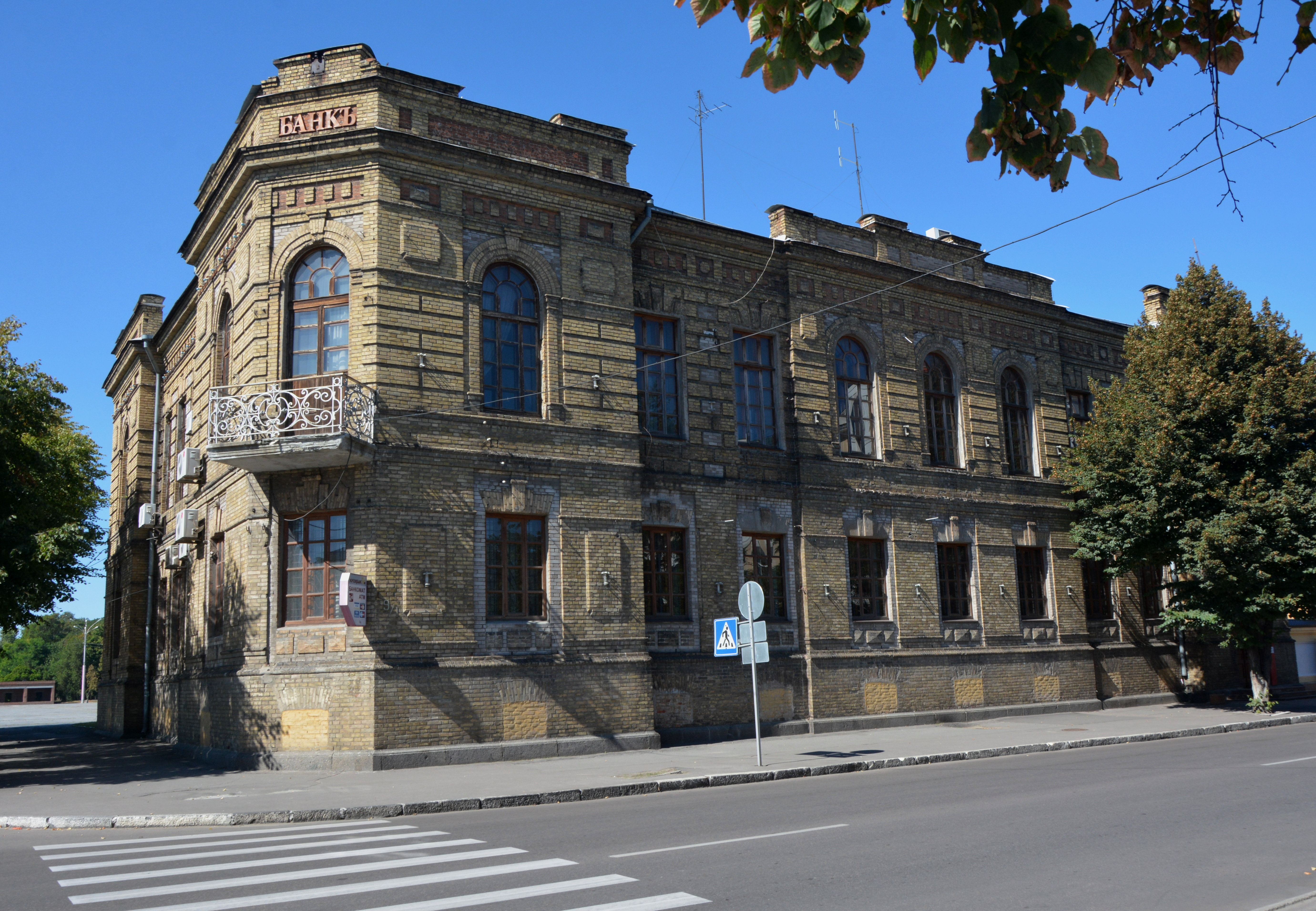
Gmach Banku Państwowego
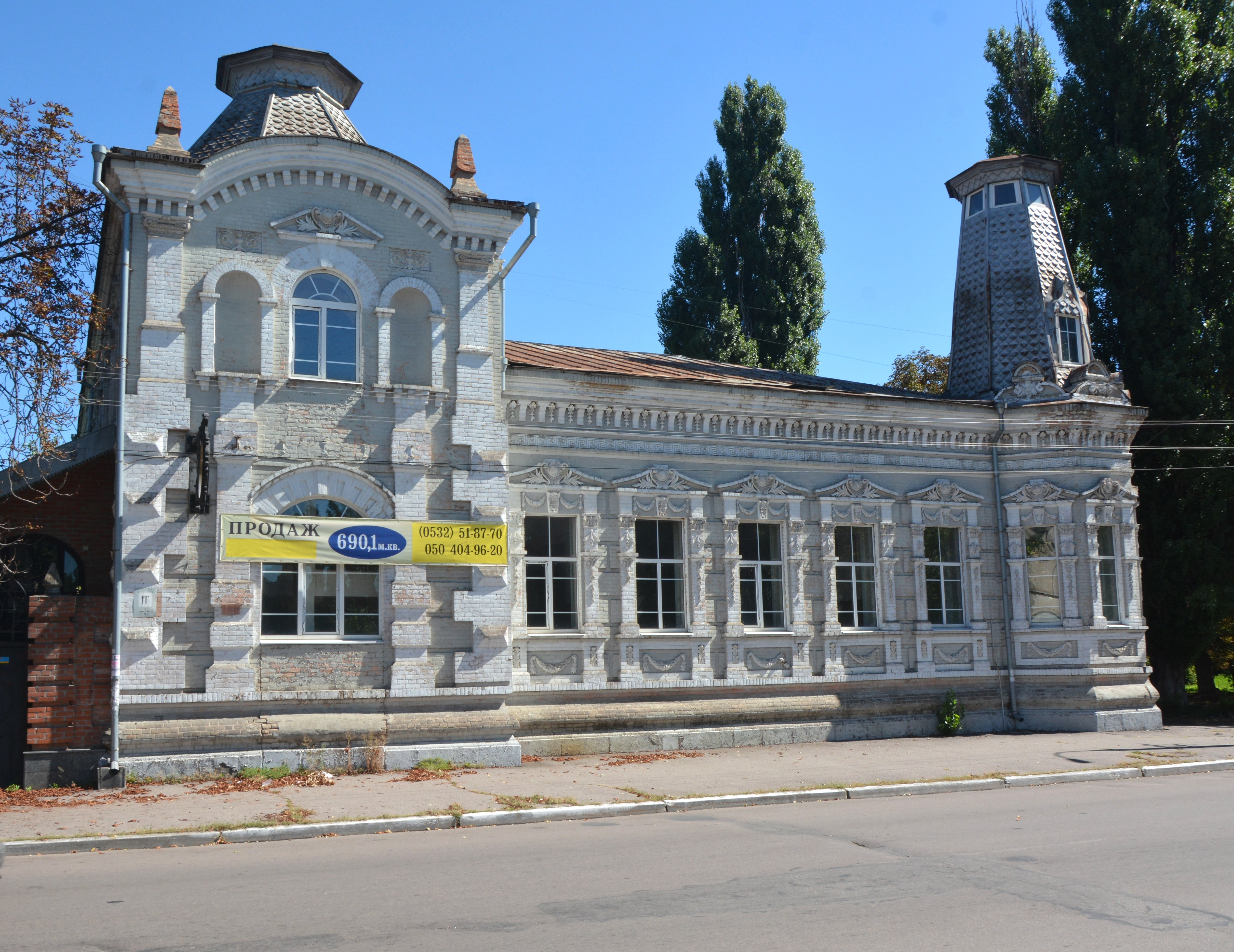
Dom Czurkina
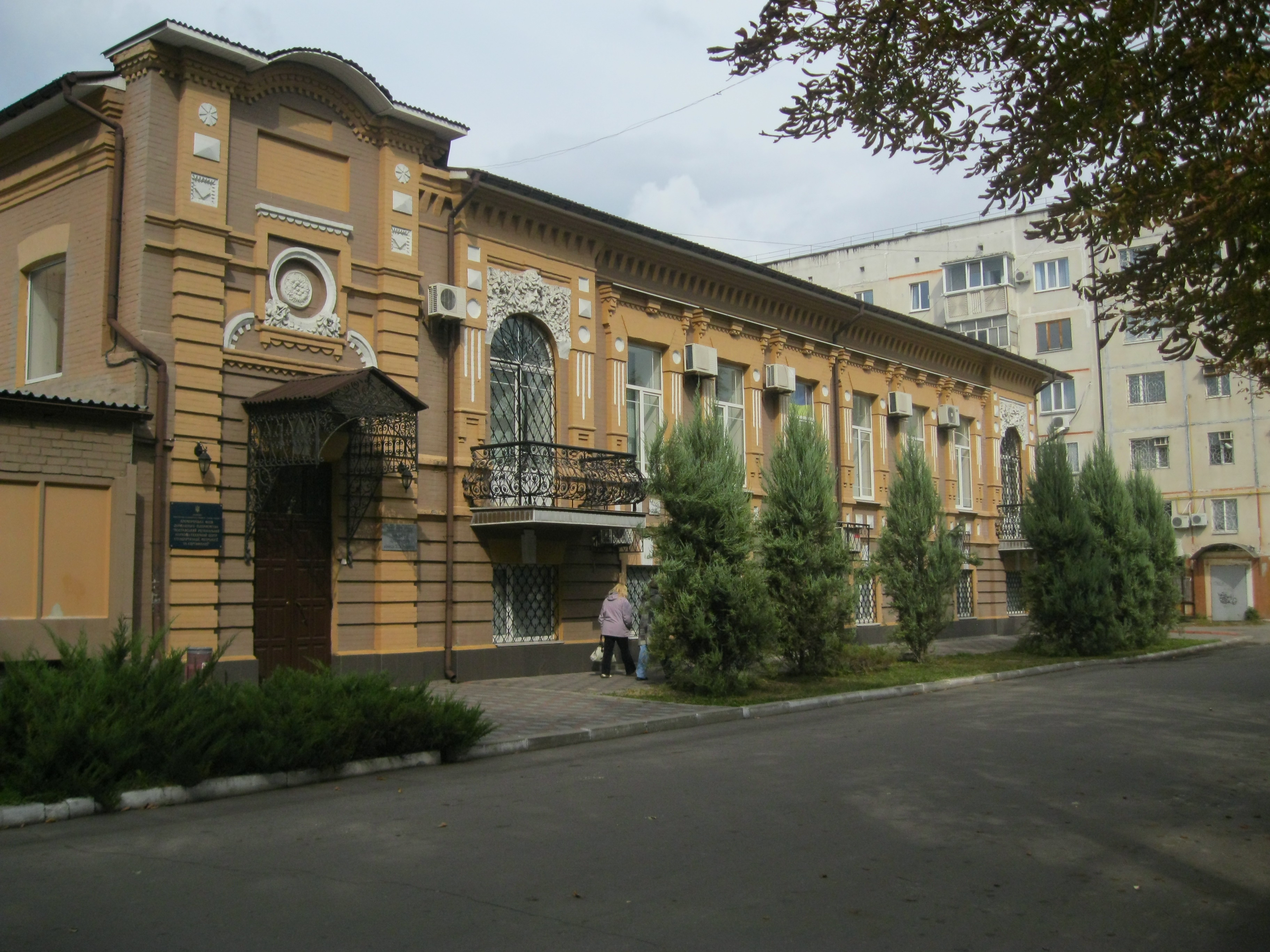
Dom Rabinowicza

## Transport
Port nad Dnieprem. Duży ośrodek przemysłowy, m.in. fabryka ciężarówek KrAZ, rafineria ropy naftowej Ukrtatnafta, zakłady budowy taboru kolejowego. W pobliżu miasta znajdują się złoża rudy żelaza.
Więcej informacji znajduje się w artykułach:
- Tramwaje w Krzemieńczuku
- Trolejbusy w Krzemieńczuku

W mieście jest stacja kolejowa Krzemieńczuk.

## Religia
- Eparchia krzemieńczucka

## Sport
- Stadion Politechnik w Krzemieńczuku
- Wahonobudiwnyk Krzemieńczuk – klub piłkarski
- Kremiń Krzemieńczuk (wcześniej Torpedo) – klub piłkarski
- Naftochimik Krzemieńczuk – klub piłkarski
- Adoms Krzemieńczuk – klub piłkarski
- HK Krzemieńczuk – klub hokejowy

## Miasta partnerskie
- Borysów, Białoruś
- Berdiańsk, Ukraina
- Bydgoszcz, Polska
- Biała Cerkiew, Ukraina
- Bitola, Macedonia Północna
- Wenzhou, Chiny
- Kołomyja, Ukraina
- Michalovce, Słowacja
- Providence, USA
- Swisztow, Bułgaria
- Snina, Słowacja